# Clara Mountbatten, Marquesa de Milford Haven

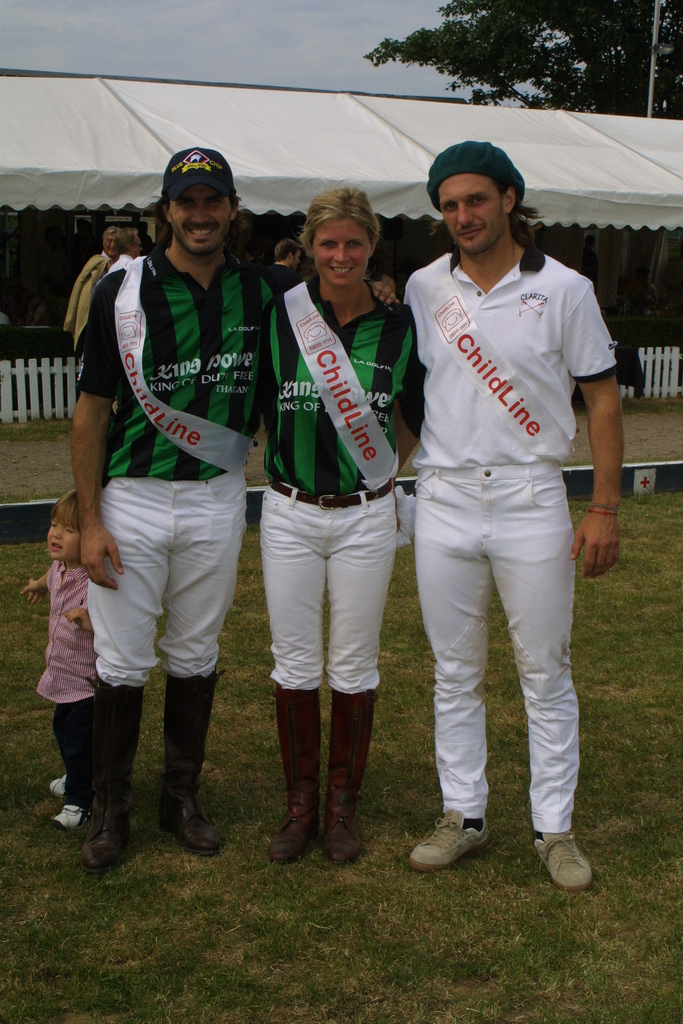

Clara Husted Mountbatten, Marquesa de Milford Haven ( nascida Steel; 2 de setembro de 1960) é uma aristocrata britânica e editora contribuinte da revista Tatler. Até recentemente, ela deteve a influente posição de editora social. Clara é também uma excelente jogadora de pólo.
Em 1985, desposou Nicolau Filipe Wentworth-Stanley (nascido em 1954). Eles tiveram três filhos juntos e se divorciaram mais tarde.
- Jaime Nicolau Wentworth-Stanley (1985 - 15 de dezembro de 2006)[1]
- Henrique David Wentworth-Stanley (nascido em 1989), casado com Cressida Bonas.
- Luísa Clara Wentworth-Stanley (nascida em 1993)

Em 20 de agosto de 1997, Clara Wentworth-Stanley casou-se com Jorge Mountbatten, 4.º Marquês de Milford Haven. Os dois filhos de seu segundo marido são seu enteados:
- Tatiana Mountbatten, nascida em 16 de abril de 1990.
- Henrique Mountbatten, Conde de Medina, nascido em 19 de outubro de 1991.

## Títulos
- Srta. Clara Steel (1961-1985)
- Sra. Nicolau Wentworth-Stanley (1985-?)
- Sra. Clara Wentworth-Stanley (?-1997)
- A Mais Honorável A Marquesa de Milford Haven (1997-presente)